# Sorghastrum scaberrimum
Sorghastrum scaberrimum är en gräsart som först beskrevs av Christian Gottfried Daniel Nees von Esenbeck och fick sitt nu gällande namn av Wilhelm Franz Herter. Sorghastrum scaberrimum ingår i släktet Sorghastrum och familjen gräs. Inga underarter finns listade i Catalogue of Life.